# Cristina Sandu
Cristina Sandu (Hèlsinki, 1989) és una escriptora finlandesa resident a Anglaterra. Va cursar estudis literaris a Hèlsinki i Edimburg. El 2017, la seva primera novel·la Una balena anomenada Goliat (Valas nimeltä Goliat) va ser nominada al Premi Finlandia de narrativa de ficció. El seu pare és romanès i la seva mare finlandesa, fet que ha influït fortament en la temàtica de la seva primera novel·la. La seva segona novel·la, Vesileikit, es va publicar el 2019.
La seva primera novel·la ha estat traduïda al català.